# 흑자와 적자
흑자(黑字)는 일반적으로 수입이 지출을 초과하여 잉여가 발생한 상태 또는 잉여 그 자체이며, 또한 적자(赤字)는 반대로 지출이 수입을 초과한 상태거나 초과 금액 자체를 가리킨다.

## 같이 보기
- 경상수지
- 재정 정책
- 재정